# So What The Fuss
Singles de Stevie Wonder
Misrepresented People
(2000) From the Bottom of My Heart
(2005)
So What the Fuss est une chanson de l'auteur-compositeur-interprète Stevie Wonder sortie en 2005 et pour laquelle il sera nommé lors de la 48e cérémonie des Grammy Awards dans la catégorie Meilleure performance vocale masculine R&B. 
Il s'agit du premier single extrait de son album A Time to Love, qui voit la participation de Prince et du groupe En Vogue. 
Le clip vidéo associé est une innovation dans l'industrie musicale : pour la première fois, un clip vidéo possède une piste en audiodescription. 
En 2020, à la suite de son départ de Motown, Wonder créera son premier label qu'il nomme So What the Fuss Music en référence à cette chanson. 

## Chanson
So What the Fuss est le premier single extrait de son album A Time to Love, dix ans après son précédent album studio Conversation Peace.
Il n'existe pas de date officielle pour l'enregistrement de la chanson, mais on peut supposer qu'elle le fut à la fin de l'année 2004 au studio Wonderland à Los Angeles. Elle voit la participation de Prince à la guitare et la réunion des quatre membres originaux de En Vogue en guise de chœurs (pour la première fois en sept ans) sans pour autant que l'on sache si tous étaient simultanément présents en studio ou si les séquences ont été superposées en post-production.

### Inspiration
Les paroles sont inspirées de mots prononcés par George W. Bush, notamment un de ses commentaires comprenant l'expression 'shame on you' :
If we live in a time where every nation's fightin' round the world
Yet we can't all agree that peace is the way
Shame on us.
Shame on me, 
Shame on you, 
Shame on them,
Shame on us,

So what the fuss.

### Personnel
- Stevie Wonder : voix, batterie, claviers, basse, percussions[4]
- Prince : guitare[5]
- En Vogue (Dawn Robinson, Maxine Jones, Terry Ellis et Cindy Herron[2]) : chœurs[5]
- Femi Jiya : ingénieur son[2]

### Formats
Le single sort le 22 mars 2005 en version digitale et le 16 mai en CD single (l'album n'étant diffusé qu'en septembre) chez Motown.
De nombreux formats coexistent dont le 45 tours (réf. 988236-1), le 33 tours (réf. B 0005140-11), le CD Single (réf. 0602498821633) et le double CD single (réf. TMGCD 1510,).

La version destinée à l'album dure initialement plus de 6 minutes, mais est rabotée d'une minute dans la version définitive qui parait sur Time to Love.
| 1. | So What the Fuss                      | 4:13 |
| 2. | So What the Fuss (Remix) (avec Q-Tip) | 3:35 |

| A1. | So What the Fuss (Remix) (featuring Q-Tip)                         | 3:50 |
| A2. | So What the Fuss (Album Version)                                   | 6:06 |
| B.  | Signed, Sealed, Delivered I'm Yours (DJ Smash Essential Funky mix) | 4:03 |

| 1. | So What the Fuss (Radio Edit)                 | 4:13 |
| 2. | So What the Fuss (Album Version)              | 6:06 |
| 3. | So What the Fuss (Remix Feat. Q-Tip)          | 3:49 |
| 4. | So What the Fuss (Remix Feat. Q-Tip (No Rap)) | 3:13 |

| CD1-1. | So What the Fuss (Radio Edit)            | 4:13 |
| CD1-2. | So What the Fuss (Remix Feat. Q-Tip)     | 3:35 |
| CD2-1. | So What The Fuss (Album Version)         | 6:06 |
| CD2-2. | So What The Fuss (Remix) (Feat. Q-Tip)   | 3:35 |
| CD2-3. | So What The Fuss (Global Soul Radio Mix) | 4:22 |

### Classement
| Classement (2005)                         | Meilleure position |
| ----------------------------------------- | ------------------ |
| États-Unis (Billboard Hot 100)            | 96                 |
| États-Unis (Billboard Adult Contemporary) | 40                 |
| États-Unis (Billboard R&B)                | 34                 |
| Royaume-Uni (OCC)                         | 19                 |
| Pays-Bas                                  | 82                 |
| Norvège                                   | 17                 |
| Danemark                                  | 16                 |
| Suisse                                    | 46                 |
| Italie                                    | 27                 |
| Hongrie                                   | 14                 |
| Communauté des États indépendants         | 237                |

### Distinctions
En 2006,  Stevie Wonder est nommé dans la catégorie Meilleure performance vocale masculine R&B lors de la 48e cérémonie des Grammy Awards. La chanson est en compétition avec Ordinary People (en) de John Legend (vainqueur), Superstar de Usher, Let Me Love You (en) de Mario et Creepin' de Jamie Foxx.

## Clip vidéo
Pour la première fois au monde,, un clip vidéo contient une double piste audio dont la seconde est en audiodescription : celle-ci décrit ici des scènes de jeunes gens dansant, s'amusant et profitant de la vie. Wonder en a eu l'idée en entendant l'étonnement (les 'oh' et les 'ah') de son équipe alors que ceux-ci regardaient le clip pour la première fois. 
Le clip est réalisé par Paul Hunter. Lorsque celui-ci fut approché par Wonder avec l'idée d'une piste secondaire descriptive, le réalisateur fut intéressé et écrit avec entrain le script correspondant. Wonder ne souhaitait pas enregistrer sa voix à cette fin et contacta Busta Rhymes qu'il avait rencontré durant l'enregistrement de son dernier album en date sur lequel Wonder avait été invité. Cette piste narrative est enregistrée au studio Wonderland à Los Angeles. D'après des témoins ayant assisté à l'enregistrement, Rhymes ne s'est pas contenté de décrire fidèlement le clip d'après le script, mais a utilisé son 'phrasé caractéristique' à la demande de Wonder. 
Le clip vidéo est présenté par Stevie Wonder le 9 mai 2005 à Los Angeles où il déclara que, pour lui, [le clip] montre ce qu'il est possible de réaliser quand on décide de faire bouger les lignes et que l'on s'ouvre à ce que permettent les technologies, ce qui reflète certains thèmes qu'il essaye de traiter sur l'album A Time To Love. 

## Naissance du labelSo What the Fuss Music
Le 13 octobre 2020, à la suite de sa séparation avec Motown après 60 ans de collaboration et 24 albums studio, Stevie Wonder annonce la création de son propre label So What the Fuss Music Records, en partenariat avec Republic Records (une filiale de Universal Music Group), lors d'une conférence de presse virtuelle par Zoom,. 
Wonder explique avoir choisi Republic Records après une discussion avec Monte Lipman (en) et India.Arie, mais laisse la porte ouverte quant à un retour chez Motown pour un projet, faisant ainsi référence à l'album Gospel Inspired by Lula initié en 2013,.
L'inspiration du nom du label, reprenant ainsi le titre du single issu de Time to Love, lui fut soufflée par un membre de son équipe.
Les deux premiers titres produits, diffusés quatre ans après son dernier single Faith, trouvent leur origine dans d'anciennes mélodies. Le premier, Can’t Put It in The Hands of Fate, est un featuring avec Busta Rhymes, Rapsody, Cordae, et Chika (en). Le second, Where Is Our Love Song, voit la collaboration de Gary Clark Jr (guitare et chœurs). Tous les bénéfices issus des ventes de ce dernier sont destinés à l'association Feeding America (en). 